# 比薩拉比亞省

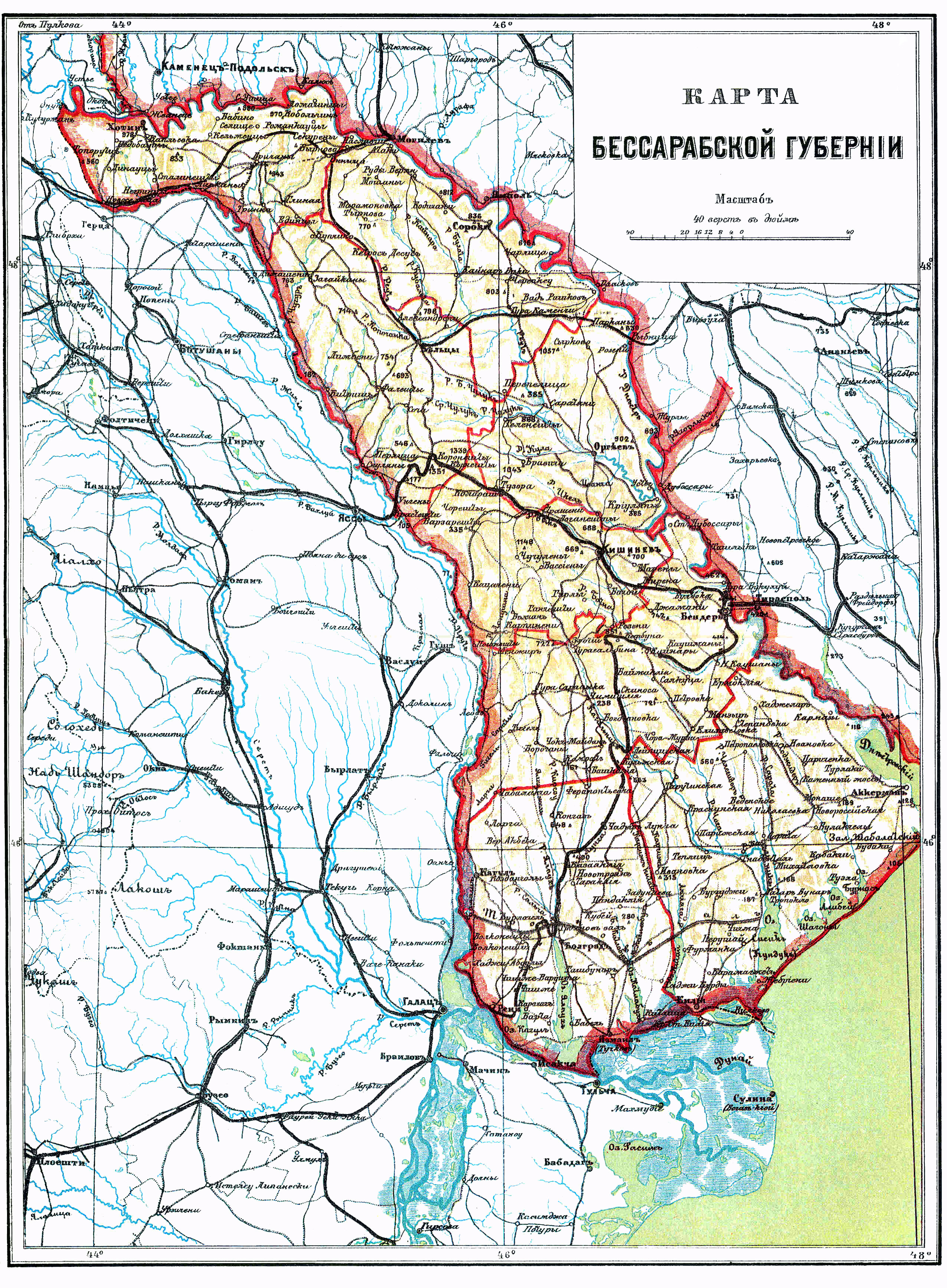
比薩拉比亞省

比薩拉比亞省（羅馬化：Bessarabskaya guberniya）是1721年－1917年時期的俄羅斯帝國的一個省，現今範圍大約一個摩爾多瓦，省會所在地是在基希納烏。